# 점곡초등학교
점곡초등학교는 대한민국 경상북도 의성군 점곡면 사촌리에 있는 공립 초등학교다.

## 학교 연혁
- 1920년 3월 31일 설립인가
- 1921년 4월 16일 점곡공립보통학교 개교(4년제)
- 1925년 3월 31일 6년제 승격
- 1938년 4월 1일 점곡공립심상소학교 개편
- 1940년 4월 1일 점곡공립국민학교 개편
- 일자미상 점곡국민학교 개편
- 1947년 4월 5일 점곡국민학교 구암분교 설립 인가
- 일자미상 구암분교장 개교
- 1949년 9월 1일 구암분교장 구암국민학교 승격 분리
- 1981년 3월 1일 점곡국민학교 병설유치원 설립 인가
- 1981년 3월 2일 병설유치원 개원
- 1995년 9월 1일 동원국민학교 폐교 및 본교 통폐합
- 1996년 3월 1일 점곡초등학교 개편, 구암초등학교 분교장 격하 편입
- 1999년 3월 1일 구암분교장 폐교 및 본교 통폐합
- 2013년 3월 1일 제31대 류해우 교장 부임
- 2015년 2월 13일 제91회 졸업(졸업생누계: 4,932명)